# AEW Double or Nothing
Double or Nothing es un evento anual de pago-por-evento de lucha libre profesional producido por la empresa estadounidense All Elite Wrestling desde 2019. El evento se celebra anualmente alrededor del día de los Caídos. El primer evento Double or Nothing también fue el primer PPV producido por AEW y, por lo tanto, se considera uno de evento más grande de la empresa. Es uno de los cinco PPV grandes nacionales de AEW, junto con All Out, Full Gear,Revolution y All In

## Historia de los eventos
El primer evento Double or Nothing tuvo lugar el 25 de mayo de 2019 en el MGM Grand Garden Arena en Paradise, Nevada, en Las Vegas Strip. Este evento de 2019 también fue el primer pago por evento (PPV) producido por All Elite Wrestling (AEW), que se acababa de fundar en enero de ese año. Como tal, Double or Nothing se considera el evento principal de AEW.  El presidente y director ejecutivo de AEW, Tony Khan, se refirió a Double or Nothing como uno de los "Cuatro Grandes" PPV de la empresa, sus cuatro programas más importantes del año producidos trimestralmente, junto con All Out, Full Gear y Revolution.
Si bien AEW había planeado organizar nuevamente el evento de 2020 en el mismo lugar el 23 de mayo de ese año, el lugar canceló todos los eventos hasta el 31 de mayo debido a la pandemia de COVID-19. En respuesta, la empresa anunció que el evento de 2020 aún se desarrollaría según lo planeado (que ocurrió en Daily's Place y el estadio TIAA Bank Field en Jacksonville, Florida), al tiempo que confirmó que un tercer Double or Nothing emanaría del MGM Grand Garden Arena. el 29 de mayo de 2021. Además de ofrecer reembolsos, las entradas compradas para el espectáculo de 2020 serían válidas para el evento de 2021. Sin embargo, debido a la pandemia en curso, el evento de 2021 también se trasladó a Daily's Place en Jacksonville y se trasladó un día al 30 de mayo; como resultado, el MGM Grand Garden Arena emitió reembolsos por todos los boletos comprados originalmente.

## Fechas y lugares de Double or Nothing
| Evento                 | Fecha              | Lugar                 | Estadio                | Asistencia | Evento principal |       |
| ---------------------- | ------------------ | --------------------- | ---------------------- | ---------- | --- | ----- |
| Double or Nothing 2019 | 25 de mayo de 2019 | Las Vegas, Nevada     | MGM Grand Garden Arena | 13.000     | Chris Jericho vs. Kenny Omega | [ 7 ] |
| Double or Nothing 2020 | 23 de mayo de 2020 | Jacksonville, Florida | Daily's Place          | 0          | The Elite ("Hangman" Adam Page, Kenny Omega, Matt Jackson & Nick Jackson) & Matt Hardy vs. The Inner Circle (Chris Jericho, Jake Hager, Sammy Guevara, Santana & Ortiz) |       |
| Double or Nothing 2021 | 30 de mayo de 2021 | Jacksonville, Florida | Daily's Place          | 5.500      | The Inner Circle (Chris Jericho, Jake Hager, Sammy Guevara, Santana & Ortiz) vs. The Pinnacle (MJF, Wardlow, Shawn Spears, Cash Wheeler & Dax Harwood)                  |       |
| Double or Nothing 2022 | 29 de mayo de 2022 | Paradise, Nevada      | T-Mobile Arena         | 14,460     | CM Punk vs. "Hangman" Adam Page |       |
| Double or Nothing 2023 | 28 de mayo de 2022 | Paradise, Nevada      | T-Mobile Arena         | -          | Blackpool Combat Club (Jon Moxley, Bryan Danielson, Claudio Castagnoli & Wheeler Yuta) vs. The Elite (Kenny Omega, Matt Jackson & Nick Jackson) & "Hangman" Adam Page   |       |
| Double or Nothing 2024 | 25 de mayo de 2024 | Las Vegas, Nevada     | MGM Grand Garden Arena | -          | The Elite (Kazuchika Okada, Jack Perry, Matthew Jackson & Nicholas Jackson) vs. Team AEW (Bryan Danielson, Darby Allin, Cash Wheeler & Dax Harwood)                     |       |
| Double or Nothing 2025 | 25 de mayo de 2025 | Glendale, Arizona     | Desert Diamond Arena   | -          | "Hangman" Adam Page vs. Will Ospreay |       |

## Participaciones especiales
- En la primera versión, se contó con la participación del exluchador Bret "The Hitman" Hart, presentando el Campeonato Mundial de AEW.
- La cuarta versión contó con la presencia de Martha Hart, viuda de Owen Hart, para presentar los títulos inaugurales del Owen Hart Cup.
- La versión de 2024, Floyd Mayweather Jr. se encontraba como parte del público y en compañía del entonces Campeón Mundial de AEW Swerve Strickland.

## Estadísticas

### Eventos
- El primer evento Double or Nothing es el evento con mayor número de asistentes con un total de 13.000 personas. Mientras que, la segunda versión es el evento con menor número de asistentes con un total de 0 personas eso sin contar al equipo de producción presente. Debido al COVID-19.

### Luchadores
- Chris Jericho, (Jungle Boy) Jack Perry y The Young Bucks (Matt y Nick Jackson) son los luchadores con más participaciones en Double or Nothing con 6 consecutivas en lucha; mientras que MJF y Jon Moxley tienen 6 consecutivas (5 como parte de luchas y una como aparición respectivamente). Le siguen Adam Page, Sammy Guevara, Orange Cassidy y Penta El Zero M con 5 cada uno. Kenny Omega, Darby Allin y Trent (Beretta) con 4.
- En contraparte, Dr. Britt Baker D.M.D. y Hikaru Shida son las luchadoras con más presentaciones con 4 cada una (tres como parte de luchas y una como aparición), mientras que Kris Statlander cuenta con 4 (dos como parte de luchas y dos como aparición).
- En la versión de 2023, Jade Cargill perdió su invicto con 508 días como Campeona TBS de AEW.

### Luchas
- El Casino Battle Royale es el modo de lucha con más presentaciones, con 3 versiones.